# Franc-Nohain
Maurice Étienne Legrand, llamado Franc-Nohain (1873, Corbigny, 1934) fue un abogado, subprefecto, escritor, libretista y poeta francés. Escogió Nohain como seudónimo en homenaje al río Nohain —afluente del Loira— que cruza Donzy, lugar de sus vacaciones infantiles. 
En el Lycée Janson de Sailly de París, fundó junto a André Gide y Pierre Louÿs el Potache revue.
Publicó sus poemas en la revista Le Chat Noir. Se consideraba "poeta amorfo". Escribió numerosos libretos de operetas para el compositor Claude Terrasse y, en particular, el de La hora española de Maurice Ravel. Fundó Le Canard sauvage (El pato salvaje) y se convirtió en el redactor principal de L'Écho de Paris. Tuvo dos hijos: Jean Nohain (llamado Jaboune), cuyo padrino fue Alfred Jarry y el actor Claude Dauphin.

## Obra
- Inattentions et sollicitudes, París, 1894
- Flûtes, Paris, París, 1898
- Les Chansons des trains et des gares, París, 1899.
- Le Jardin des bêtes et des plantes, París, 1923
- Fables
- L’art de vivre, 1929
- Dites-nous quelque chose, 1930
- Saint-Louis, 1932
- Bayard ou la gentillesse française, 1934
- Le Journal de Jaboune, 1914
- Les Avis de l’oncle Bernard, 1920
- Le Kiosque à musique, 1922
- Nouvelles fables, 1927
- La Vie amoureuse de Jean de la Fontaine, 1928
- La Cité heureuse, 1930
- Les Salles d’attente, 1922
- Histoire sainte, 1934
- Bien Vivre, 1936
- Le Cabinet de lecture
- L’orphéon. Chœurs et cantates
- Vive la France, póstumo, 2003